# Хористките
„Хористките“ (оригинално заглавие на английски: Ladies of the Chorus е американски филмов мюзикъл от 1948 година. Режисьор на филма е Фил Карлсън. Оригиналната премиера на филма в САЩ е на 22 октомври 1948, а разпространител е „Кълъмбия Пикчърс“.
Нискобюджетният филм е най-известен като първата продукция, в която Мерилин Монро изобщо има реплики. Тя играе ролята на Пеги Мартин – танцьорка, която се влюбва в богаташа Ранди Каръл, игран от Ранд Брукс. Историята се върти около тяхната любовна история и тревогите на майката на Пеги – Мей Мартин (играна от Адел Джъргънс), породени от явните класови различия между двамата.
Въпреки че критиката приема топло играта на Мерилин, „Хористките“ е провал в бокс-офисите и сринат от критиката. Поради изключително слабото представяне на филма, „Кълъмбия Пикчърс“ не подновяват 6-месечния договор на Монро. Въпреки незадоволителните резултати, точно този филм дава тласък на кариерата на Монро, която е оценена позитивно като визия и глас. Интересен факт е, че въпреки че Адел Джъргънс играе майката на Монро във филма, в действителност тя е само с 9 години по-възрастна от нея.